# Le Portrait (Gogol)
Pour les articles homonymes, voir Le Portrait.
Le Portrait est une nouvelle fantastique de Nicolas Gogol, publiée dans une première version en 1835, et qui figure ensuite dans le recueil des Nouvelles de Pétersbourg.

## Historique
L'œuvre a été publiée pour la première fois dans le recueil de nouvelles Arabesques en 1835. Profondément remaniée en 1841, elle est ensuite parue, en 1843, dans les Œuvres complètes de l'auteur, avec Le Nez, Le Manteau, Le Journal d'un fou et La Perspective Nevski, dans le recueil des Nouvelles de Pétersbourg.

## Résumé
La première partie est l'histoire d'un peintre, Tchartkov, qui est au début de sa carrière est jeune et pauvre. Il est l'incarnation de l'artiste romantique, consacrant sa vie à un art sans compromis.  
Lors d'une de ses promenades dans Saint-Pétersbourg, il s’arrête chez un vendeur de tableaux. Un genre de brocanteur qui vend les tableaux, comme un marchand de poisson, un jour de marché. Essayant de mettre dans les mains n'importe quel tableau, le peintre distrait mais ne voulant pas être impoli, se voit dans l'obligation de chercher un tableau à acheter. Il y découvre le portrait d'un homme, dont le regard vous sonde, vous arrache, vous maudit, et transperce, le peintre en est si marqué par la facture, qu'il l'achète.  
Une fois chez lui, il accroche le tableau. La nuit, le tableau se met à vivre, l'homme sort du cadre et de ses yeux fous harcèle le peintre, il sort de ses poches de l'or qu'il se met à compter. Le peintre se réveille, tout est normal, il se rendormira et refera le même cauchemar trois fois au total. Le lendemain, ses créanciers viennent lui réclamer de s’acquitter de ses dettes. Un policier, un homme simple et pragmatique, propose de prendre le tableau comme objet de transaction, c'est alors qu'il le prend et le peintre entend comme un bruit de pièces de monnaie. Il s'empresse de chasser tout le monde, en promettant de régler la situation le lendemain. S'approchant du tableau, il y découvre caché dans le cadre une bourse pleine de pièces d'or.  
Il est donc face à un choix : ou vivre modestement, mais continuer à travailler pour se trouver artistiquement parlant, ou bien choisir la facilité et faire des portraits de bourgeois sans recherche artistique, en somme de l'artisanat de luxe. Se rappelant les avertissements de son professeur sur sa tendance à être vite conquis par la mode et la paresse, alors que son talent ne se développera qu'à force de travail acharné. 
Il fait donc rapidement le choix de la facilité.  
Avec son or, il se fait très vite un réseau et devient un peintre à la mode, mondain, riche, faisant partie de la haute société, sa peinture perd tout intérêt, se rigidifie dans un académisme où son talent finira par disparaître. Bien des années plus tard, ne vivant que pour compter son argent, il est devenu professeur de l'académie des beaux arts, on lui demande alors de juger le tableau d'un artiste qu'il avait côtoyé durant sa jeunesse. Ce peintre était parti à Rome, et avait consacré sa vie à étudier les maîtres, à perfectionner son art.  
Cette toile est parfaite. Tchartkov le reconnaît et regrette de ne pas avoir développé son propre potentiel quand il était jeune. Il essaie de retrouver le talent et les capacités qu'il possédait, en vain. Il avait renoncé au génie pour de l'argent facile.
De rage et de douleur, il se met à acheter tous les tableaux les plus somptueux, les plus rares, les plus intéressants, pour les détruire.  
Sa folie le conduit naturellement à la mort.   
La deuxième partie est sur l'origine du tableau, mis aux enchères, le tableau du portrait de l'homme aux yeux fou est alors présenté, il rencontre un franc succès, mais le fils du peintre qui a fait le tableau le réclame et dévoile son histoire. 
Il s'agit d'un portrait d'un usurier de Saint-Pétersbourg, dans un quartier pauvre de la ville, il effrayait tout le monde, on l'associait au diable. Chaque personne ayant affaire à lui, se retrouvait maudite, les causes de l'emprunt conduisait le plus souvent à la mort.  
L'usurier vieillissait, et pour tromper la mort, demanda à un peintre de le portraiturer. Celui-ci le fit fort bien, mais plus il peignait, plus sa vie devenait malheureuse, pleine de discordes. De peur, il s’arrêta et seuls les yeux étaient finis, il chercha à se débarrasser du tableau, mais le cadeau maudit ne faisant que des désastres lui revenait. Il s'en débarrassa définitivement chez un vieux brocanteur.  
L'audience se retourne alors vers le tableau, mais il avait déjà disparu.

## Adaptations
- Le Portrait, scénario de Loïc Dauvillier, dessin de François Ravard, une bande dessinée en deux volumes édités par Carabas. (en 2005-2007)